# Lajes do Pico
Lajes do Pico is een gemeente in het Portugese autonome gebied en eilandengroep Azoren.
De gemeente heeft een totale oppervlakte van 155 km2 en telde 5041 inwoners in 2001.

## Plaatsen in de gemeente
- Calheta de Nesquim
- Lajes do Pico
- Piedade
- Ribeiras
- Ribeirinha
- São João